# Michel Cassagnet de Tilladet
Michel Cassagnet de Tilladet, né à Paris en 1646 et mort au château de Romenay le 5 septembre 1731, est un évêque français  du XVIIe siècle et du début du XVIIIe siècle. Michel est fils de Gabriel de Cassagnet, marquis de Tilladet, et de Madeleine Le Tellier, sœur du chancelier Michel Le Tellier. Il est cousin de Michel Colbert de Saint-Pouange, évêque de Mâcon.

## Biographie
Il fait ses études en philosophie à la faculté de théologie de Paris, et obtient sa maîtrise ès arts  en 1664 sa licence en 1674 et son doctorat en 1678. Il est député à l'Assemblée du clergé de 1670 de la province ecclésiastique de Reims et en 1675 de celle de Lyon. Michel de Tilladet est successivement pourvu de commendesː abbé de la Honse, prieur de Saint-Thomas d'Épernon, au diocèse de Chartres, et enfin évêque de Mâcon avec confirmation le 11 octobre 1677. Il reçoit la consécration épiscopale des mains de son cousin, Charles-Maurice Le Tellier, archevêque de Reims.
En 1682, Tilladet est nommé par le roi à l'évêché de Clermont, et Claude de Saint-Georges, comte et précenteur de la cathédrale de Lyon, est désigné pour lui succéder à Mâcon. Mais les difficultés de la cour de France avec Rome ayant empêché les informations canoniques, Tilladet ne peut recevoir ses bulles, et continue à administrer le siège de Mâcon.
En 1714, Tilladet publie un mandement d'acceptation de la constitution Unigenitus de Clément XI, par lequel il condamne une proposition du père Pasquier Quesnel, extraite du livre Des réflexions morales sur le Nouveau Testament, publié  en faveur du jansénisme. Mais en 1718 l'évêque de Mâcon révoque par un nouveau mandement l'acceptation qu'il a faite et en interjette appel au futur concile. Peu après il fait  sa soumission au chef de l'Église.